# Людина, якої не було (фільм, 2001)
«Людина, якої не було» (англ. The Man Who Wasn't There) — це кримінальний фільм 2001 року. Продюсер та режисер — Джоел та Етан Коен. У головній ролі зіграв Біллі Боб Торнтон. Також представлені Тоні Шалуб, Скарлет Йоханссон, Джеймс Гандольфіні та регулярні учасники кінострічок братів Коен Френсіс Мак-Дорманд, Майкл Бадалукко, Річард Дженкінс та Джон Політо. В Україні фільм вийшов 6 грудня 2001 року. Це останній фільм, який продюсував та розповсюджував Gramercy Pictures, поки не був відроджений у 2015 році.

## Сюжет
Події розгортаються у 1949 році в містечку Санта-Роза, Каліфорнія. Головний герой Ед Крейн (Біллі Боб Торнтон) — мовчазний перукар, який працює в перукарні, що належить його затю, Франку. Він одружений з бухгалтеркою Доріс, яка має проблему з алкоголем. Одного разу постійний клієнт перукарні на ім'я Крейтон Толлівер розповідає Еду, що він є бізнесмен, який шукає інвесторів, щоб розвивати нову, але доволі перспективну технологію, яка називається хімчистка. Ед погоджується на пропозицію і починає збирати потрібну суму — 10000$. Він вирішує анонімно шантажувати боса Доріс, «Великого Дейва» Брюстера, з яким його дружина зраджує чоловіку. Дейв краде гроші у своєму універмазі, щоб сплатити шантаж і віддає Еду. Однак, після того, як перукар віддає гроші бізнесмену, той несподівано зникає, а бідолаха Ед думає що його обманули.
Проте один вечірній телефонний дзвінок від Брюстера з проханням прийти в магазин змінює все кардинально. Дейв розповідає, що бізнесмен також пропонував йому вигідну угоду, а шантажист почав вимагати ту ж суму і це його насторожило, тому він допитав Крейтона і дізнався що в цьому замішаний Ед. Неочікувано Брюстер накидується на перукаря з спробою задушити його, але Ед, захищаючи себе, вбиває нападника канцелярським ножем.
Після виявлення недостачі в касі магазину поліція заарештовує Доріс за крадіжку та вбивство Дейва. Еда переконують найняти Фредді Ріденшнайдера, захисника із Сакраменто. Той прибуває і проживає в найдорожчому готелі в місті, а згодом продовжує пишно жити в оборонному фонді Доріс, який Ед отримав під заставу перукарні. Це все дарма, бо вранці судового процесу Доріс повісилася у своїй камері. Пізніше виявлено, що вона була вагітна, проте не від чоловіка. Адвокат залишає місто, і Ед, тепер уже в боргу, починає сильно пити.
Замучений самотністю, він хоче допомагати Рейчел «Берді» Абундас, дочці свого друга, розпочати музичну кар'єру піаністки і стати її менеджером. Проте вчитель музики після прослуховування дівчинки повідомляє, що у Берді немає таланту. Повертаючись від вчителя, Берді відволікає Еда від керування, внаслідок чого чоловік втрачає контроль над машиною і потрапляє в аварію.
Ед прокидається на лікарняному ліжку, і два поліцейські заарештовують його за вбивство. Тіло побитого Толлівера було знайдено з інвестиційним договором Еда. Поліція припускає, що Ед примусив Доріс вкрасти гроші з магазину на інвестиції, і коли Толлівер дізнався про це, Ед його вбив. Ед заставляє свій будинок і наймає Ріденшнайдера для його захисту. Проте згодом гроші закінчились і справа Еда перейшла до звичайно незацікавленого у розслідуванні адвоката. На суді перукаря засуджують до смертної кари у вигляді електричного стільця.
Коли Ед зазнає електричного струму, він розмірковує над своєю долею, не шкодуючи про своє рішення і сподіваючись побачити Доріс у загробному житті, де обидві вони будуть позбавлені смертних недоліків світу.

## У ролях
- Біллі Боб Торнтон як Ед Крейн
- Френсіс Макдорманд як Доріс Крейн
- Майкл Бадалукко як Френк Раффо
- Річард Дженкінс як Уолтер Абундас
- Скарлетт Йоганссон як Рейчел «Берді» Абундас
- Джон Політо як Крейтон Толлівер
- Тоні Шалуб як Фредді Ріденшнайдер
- Джеймс Гандольфіні як «Великий Дейв» Брюстер
- Брайан Хейлі на посаді офіцера Кребса
- Джек Макгі як П. І. Бернс
- Майкл Бадалукко як Френк
- Дженніфер Джейсон Лі як ув'язнена

## Створення
Фільм був натхнений плакатом, на якому були показані різні стрижки з 40-х років; брати Коен бачили це під час зйомки фільму «Підручний Гадсакера» .

## Відгуки
Фільм одразу сподобався глядачам. Кінострічка має 81 % «свіжих» рейтингів на сайті агрегатора кіноліцензій Rotten Tomatoes та середній показник 73/100 за Metacritic . Біллі Боб Торнтон був високо оцінений у ролі Еда Крейна. У 2001 році актор отримав навіть перемогу у номінації «Краща чоловіча роль». Річард Шиккель для Time заявив: «Безхабарність не оцінюється високо у головних героїв фільмів, але Біллі Боб Торнтон, цей чудовий актор, робить це прекрасно, як Ед Крейн, мовчазний перукар з містечка, близько 1949 року».
Джонатан Розенбаум для журналу заявив: «Джоел та Етан Коен залишаються вірними своїм поглядам та непохитним переконанням, що життя, як правило, виявляється надзвичайно жахливим».
Тім Робей для Daily Telegraph сказав, що це «ідеально виконана ілюстрація того, що не є достатньо важливим для братів Коен, що є своєрідним видом величності, та іншим видом дивного відчуження нещирості».

### Похвальні відгуки
Джоел Коен здобув нагороду за найкращу режисуру на Канському кінофестивалі 2001 року, поділившись з Девідом Лінчем за фільм « Малголленд Драйв» .
Етан Коен, брат Джоела Коен та режисер фільму, не отримав нагороду «Найкращий режисер», оскільки він не був зарахований як режисер.

## Саундтрек
Оригінальний саундтрек до «Людина, якої там не було» складається з класичної музики, головним чином фортепіанних сонат Людвіга ван Бетховена, які перемежовані сигналами-репліками, складеними Картером Бервеллом . Фільм є дев'ятим, на якому Бервелл співпрацював з братами Коен.
У фільмі актор Адам Алексі-Малле, зображаючи персонажа Жака Карканоґа, грає фортепіанне соло Концерту фортепіано № 1 (Ліст) у мажорній формі.
Композиції Картера Бервелла у фільмі:
1. «Патьєтік Берді» (Соната для фортепіано № 8 у мінор, Op. 13 Бетховена) — 1:17
2. «Che soave zeffiretto» (від "Весілля Фігаро " Вольфганга Амадея Моцарта) — Едіт Матіс і Гундула Яновіц (з оркестром Берлінського Deutsche Oper під керівництвом Карла Бема) — 3:33
3. «Прогулянка Доріс додому» (Соната для фортепіано, Op. 79 Бетховена) — Джонатан Фельдман — 1:18
4. «Я зустрів Доріс засліплений» — 1:15
5. «Ед відвідує Дейва» — 1:03
6. «Ед повертається додому» (Соната фортепіано № 23 «Appassionata» 2-й рух Бетховена) — 1:57
7. «Я люблю пташині покірності!» — 0:42
8. «Гойдалки Нердлінгера» — 5:12
9. «Місячна соната» (Соната для фортепіано № 14 у різкій мінорній формі Op. 27 Бетховена) — 2:29
10. «Боротьба» — 3:01
11. «Банк» — 1:03
12. «Адажіо Кантабіле» (Соната фортепіано № 8 у мінор, Op. 13 Бетховена) — Джонатан Фельдман — 5:33
13. «Судовий процес над Едом Креном» — 3:52
14. «Andante Cantabile» (фортепіанне тріо № 7 у Op. 97 («Ерцгерцог») Бетховена) — 13:28